# شهرك امام (مقاطعة تشرداول)
شهرك امام (بالفارسية: شهرک امام) هي قرية تقع في قسم هليلان الريفي (مقاطعة تشرداول) في إيران. يقدر عدد سكانها بـ 442 نسمة .